# Bruchidius tragacanthae
Bruchidius tragacanthae is een keversoort uit de familie bladkevers (Chrysomelidae). De wetenschappelijke naam van de soort werd in 1795 gepubliceerd door Oliver.